# Emblème du Paraguay
L’emblème du Paraguay, tel qu'utilisé dans le drapeau national, est double : sur l'endroit figure le Sceau national (Sello Nacional) et sur l'envers, le Sceau du Trésor (Sello de Hacienda).
Le 30 septembre 1812, le Congrès suprême a adopté le blason national sans indiquer sa forme ou ses attributs. En 1820, un premier symbole créé par le Dr José Gaspar Rodríguez de Francia figurait dans des documents officiels utilisés jusqu'en 1842 et le 25 novembre 1842, le Congrès général extraordinaire décrivait pour la première fois, dans la loi du pavillon national, les symboles nationaux. du Paraguay. Dans son premier article le Congrès.

## Description

### Sello Nacional
Le sceau actuel est basé sur l'emblème original, créé par le dictateur paraguayen José Gaspar Rodríguez de Francia. Sa forme est circulaire et montre en son centre une étoile d'or à sa branche entourée par deux rameaux, une de palmier et l'autre d'olivier de forme semi-circulaire chacun et unis dans la partie inférieure par une ceinture composée des couleurs du drapeau national. Les rameaux sont entourés, en lettres majuscules, de la dénomination officielle du pays en espagnol : República del Paraguay (République du Paraguay).

### Sello de Hacienda
Ce sceau une possède une forme circulaire et l'on trouve en son centre un lion assis devant une pique surmontée du bonnet phrygien; le tout entouré par la devise nationale : Paz y Justicia (Paix et Justice).